# Новак, Иван Фёдорович
Иван Фёдорович Новак (18.04.1923 — ?) — участник Великой Отечественной войны, звеньевой виноградарского совхоза имени Молотова Министерства пищевой промышленности СССР, Анапский район Краснодарского края. Герой Социалистического Труда.

## Биография
Родился 18 апреля 1923 года в Кубано-Черноморской области в семье казака Новака Фёдора Никоновича, на территории современного Абинского района Краснодарского края. Русский.
Участник Великой Отечественной войны.
После демобилизации Иван Фёдорович вернулся к мирному труду и с 1950 года работал в виноградарской бригаде совхоза имени Молотова Анапского района Краснодарского края.
Позже он возглавил виноградарское звено, которое по итогам работы в 1953 году получило урожай винограда 138,9 центнера с гектара на площади 9,7 гектара.
Указом Президиума Верховного Совета СССР от 26 февраля 1955 года за получение в 1953 году высоких урожаев винограда шампанских сортов Новаку Ивану Фёдоровичу присвоено звание Героя Социалистического Труда с вручением ордена Ленина и золотой медали «Серп и Молот».
И. Ф. Новак неоднократно участвовал в Выставке достижений народного хозяйства (ВДНХ) СССР.
В последующие годы его звено продолжало собирать высокие урожаи солнечной ягоды в совхозе, в 1957 году переименованном в совхоз имени Ленина. Дата смерти не установлена.

## Награды
- Золотая медаль «Серп и Молот» (26.02.1955);
- Орден Ленина (26.02.1955).
- Орден Трудового Красного Знамени (26.04.1971)
- Медаль «За трудовое отличие»
- Медаль «В ознаменование 100-летия со дня рождения Владимира Ильича Ленина» (6 апреля 1970)
- Медаль «За победу над Германией в Великой Отечественной войне 1941—1945 гг.»
- Медаль «Двадцать лет Победы в Великой Отечественной войне 1941—1945 гг.»

- Медаль «Ветеран труда»

- медалями ВДНХ СССР
- и другими

## Память
- В Краснодаре установлена мемориальная доска с именами Героев Социалистического Труда Кубани и Адыгеи
- Увековечен на сайте МО РФ «Дорога памяти» сайт МО РФ «Дорога памяти».